# Kingsley (Kentucky)
Pour les articles homonymes, voir Kingsley.
Kingsley est une ville américaine située dans le comté de Jefferson, dans le Kentucky. Selon le recensement de 2020, sa population est de 397 habitants.